# Església de Sant Vicenç de Torelló
L'Església de Sant Vicenç de Torelló és una obra amb elements romànics i barrocs de Sant Vicenç de Torelló (Osona) inclosa a l'Inventari del Patrimoni Arquitectònic de Catalunya.

## Descripció
L'església de Sant Vicenç de Torelló es troba en el nucli antic del poble, sobre un promontori, oberta a una plaça. Actualment és una església de tres naus, la central coberta amb volta de canó, amb capçalera d'absis semicircular a la nau central, orientada a llevant, i una absidiola restituïda en la restauració, també semicircular, orientada a migdia. La portalada barroca de 1624 és formada per una porta allindada de blocs de pedra ben tallats. A la part superior té un frontó circular tallat amb una fornícula al mig amb la imatge de Sant Vicenç.
És un edifici d'evolució i configuració complexa. Al segle xi era un edifici d'una sola nau i capçalera semicircular que tenia l'accés a la façana sud i al qual, poc després, s'hi afegí, el campanar de torre al mur de tramuntana. Al segle xii es refà la capçalera per l'absis actual i s'afegeix l'absidiola de migdia. Un segle més tard s'afegeix una galilea que comprèn tota la façana de migdia l'estructura de la qual és perfectament visible. En època gòtica s'obren les capelles de tramuntana i en el segle xvii s'incorpora el porxo creant la tercera nau i al segle xix es substitueix l'absidiola per una sagristia de planta quadrada.
Campanar
Torre de planta quadrangular, de quatre cossos amb decoració llombarda: arcs cecs i una alineació de dents de serra a la part superior. Les obertures són variades. Una finestra espitllera situada a la façana de llevant del primer pis, una finestra d'arc de mig punt a cadascuna de les façanes del segon pis i una finestra geminada d'arc de mig punt a cadascuna de les façanes del tercer i quart pis. L'aparell és de filades de carreus de pedra units amb argamassa de calç. La coberta és piramidal a quatre aigües feta amb lloses de pedra i coronada amb un parallamps.
La pica baptismal, que havia desaparegut en època barroca, també ha estat recuperada. Es tracta d'un element aproximadament hemisfèric, tallat en un sol bloc i decorat amb un cordó en relleu, ornamentat amb incisions, que envolta la vora de la pica i la base.
L'edifici es troba assentat sobre una necròpoli de tombes antropomorfes excavades a la roca.

## Història
El 938 ja es tenen notícies documentals d'una primera església relacionada amb una necròpolis de tombes antropomorfes excavades a les margues, que formava part de l'antic terme del castell de Torelló, documentat ja el 881. Al segle xi, coincidint amb la reorganització de la diòcesi la consagració d'altres esglésies de la comarca (Sant Maria de Lluçà, Sant Maria de Manlleu, Sant Julià de Vilatorta...) l'edifici fou reconstruït, configurant l'estructura inicial de l'edifici actual, que apareix documentat en la llista de parròquies del bisbat de Vic de 1025 a 1050 i posteriorment, el 19 d'agost de 1057, consta com a parròquia juntament amb Sant Feliu de Torelló, també del terme del castell de Torelló. A finals del segle xi i,relacionat amb el desenvolupament d'un petit nucli de població al costat de l'església, es modificà la capçalera i es construí el campanar. Adossat al mur septentrional, es comunicava amb el presbiteri mitjançant una porta i un arc. A l'exterior tenia una important banqueta de fonamentació inclinada cap al nord-est mentre que a l'interior descansava sobre el sòl.
Poc després, als segles XII-XIII, s'hi afegí un porxo que servia d'entrada a l'església i també era lloc habitual de reunió dels fidels tant per activitats religioses com civils. La cronologia exacta és difícil de precisar però la tipologia i el fet que la seva banqueta es recolza a la de l'absidiola fa situar-lo a finals del segle xii o començaments del XIII, en tot cas posterior a la construcció de la nova capçalera.
A partir del segle xiv i fins al segle xvii es produïren una sèrie de transformacions que configuraren l'edifici actual, sobretot al segle xvii quan degut a un moment d'esplendor econòmic es van produir canvis molt importants en l'estructura de l'edifici. Es van obrir dues arqueries de mig punt als costats de la nau i s'hi van afegir dues naus laterals. La de migdia, aprofitava l'estructura de l'antic porxo i la de tramuntana quedà adossada al campanar. Com que s'havia d'eliminar l'entrada sud del temple es va obrir un nou accés als peus de l'església amb portalada barroca.
S'hi col·locaren els nous altars del Roser i de Sant Isidre a qui li van dedicar un retaule el 1686. Es feu una teulada nova per unificar cobertes i s'aprofità una petita espadanya romànica per construir un comunidor, un petit porxo on s'aixoplugava el sacerdot que conjurava el mal temps amb oracions i exorcismes.
El nou temple fou consagrat el 1640.
El 1812 es construí la sagristia al lloc de l'absidiola del segle xi que s'enderrocà. Posteriorment, durant les restauracions d'entre 1982 i 1986 es revertí el procés, enderrocant la sagristia i reconstruint l'absidiola.
Paral·lelament a les dades arqueològiques, de les quals en destaca una moneda que data aquestes construccions, se sap documentalment que durant molt de temps hi hagué dues capelles al temple, la de Sant Vicenç situada a l'altar major i la de Santa Maria del Racó, fàcilment identificable amb l'absidiola, la qual disposa de sacerdots encarregats del seu culte des de 1290 fins al 1812, període d'utilització d'aquesta estructura arquitectònica.
La total restauració duta a terme entre 1982 i 1986 destaca les diferents fases constructives de l'edifici a més de conservar l'antiga coberta romànica in situ i fer un accés perquè es pugui visitar, cosa no gaire corrent que en els treballs de restauració, ja que no se sol valorar l'estudi dels rebliments de coberta, entesos com a successió estratigràfica i com a part del jaciment constituït per l'edifici i el seu entorn.
Els fonaments de la pica baptismal, han permès relacionar-la amb el nivell d'ocupació d'un paviment de còdols construït i utilitzat a partir de finals del segle xi, la mateixa època en què es construeix la nova capçalera. La recuperació de la pica, ha permès tornar-la a situar sobre els seus fonaments, als peus de l'església.